# Marmesse
Marmesse est une ancienne commune française du département de la Haute-Marne en région Grand Est. Elle est associée à la commune de Châteauvillain depuis 1972.

## Géographie
Le village est traversé par la route D207 et se situe sur la rive gauche de l'Aujon.

## Toponymie
Anciennement mentionné : Marmeesse (1251), Marmissa (1252), Marmaasse (1258), Marmasse (1261), Marmaesse (1273), Marmesse (1503), Marmesses (1579).

## Histoire
Cette commune associée est très connue pour les découvertes faites dans la sablière du lieu-dit Le Petit Marais. La première fois pour trois cuirasses en 1974. Puis trois autres en 1980. Enfin en 1986 trois autres furent découvertes mais elles sont conservées au Musée d’Archéologie nationale (M.A.N.) de Saint-Germain-en-Laye.
Des tombes du Moyen Âge et mérovingiennes ont été découvertes au village et au lieu-dit Les Crets. Une mosaïque romaine fut découverte à Envers-de-Boulaumont.

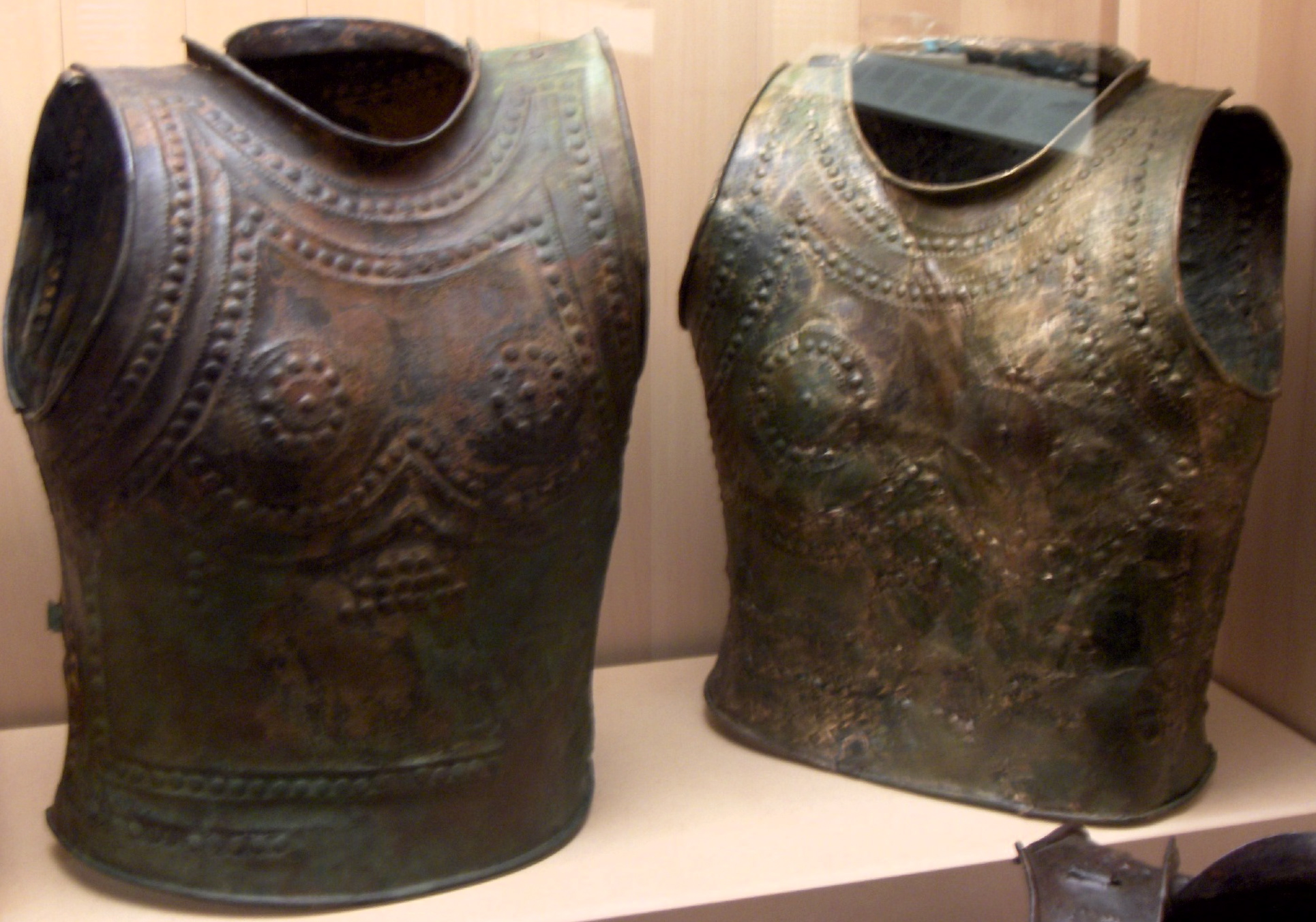
Deux des cuirasses en bronze, transition Bronze-Fer : approx. -950 à -780 / (M.A.N.)
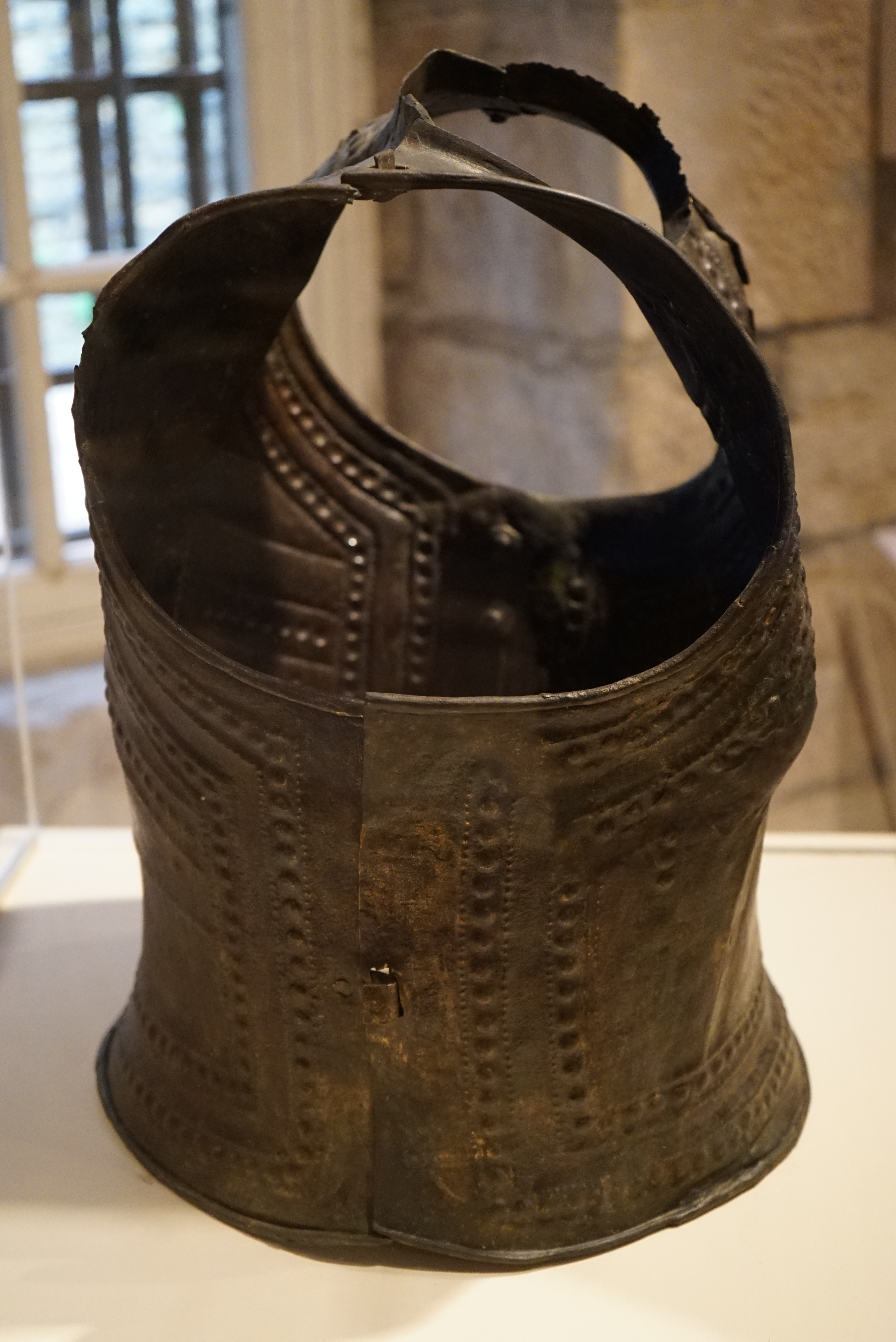
Musée d'art et d'histoire de Chaumont.

En 1789, ce village fait partie de la province de Champagne dans le bailliage et la prévôté de Chaumont.
Le 28 mars 1972, la commune de Marmesse est rattachée à celle de Châteauvillain sous le régime de la fusion-association.

## Politique et administration
| Période                                  | Période | Identité                 | Étiquette | Qualité |
| ---------------------------------------- | ------- | ------------------------ | --------- | ------- |
|                                          |         | Mme Jacqueline DARMOCHOD |           |         |
| Les données manquantes sont à compléter. |         |                          |           |         |

## Démographie
| 1866 | 1872 | 1876 | 1881 | 1886 | 1891 | 1896 | 1901 | 1906 |
| ---- | ---- | ---- | ---- | ---- | ---- | ---- | ---- | ---- |
| 174  | 152  | 133  | 122  | 128  | 110  | 105  | 98   | 106  |

| 1911 | 1921 | 1926 | 1931 | 1936 | 1946 | 1954 | 1962 | 1968 |
| ---- | ---- | ---- | ---- | ---- | ---- | ---- | ---- | ---- |
| 103  | 96   | 107  | 99   | 88   | 92   | 80   | 66   | 76   |

## Lieux et monuments
- Anciennes sablières, devenues des étangs (35 au total)
- Église
- Tour d'un ancien prieuré de l'ordre de Cluny, qui était sous le vocable de saint Martin
- Cimetière